# Гібеон (Намібія)
Гібеон (англ. Gibeon, нама Khaxa-tsûs) — місто в Намібії.

## Географія
Місто Гібеон розташоване в центральній частині Намібії, за 160 кілометрів на північ Кітмансхупа, на широті, що розділяє Намібію на її північну і південну частини, на висоті 1.170 метрів над рівнем моря. Центр однойменного виборчого району області Хардап. Чисельність населення району Гібеон — близько 11 тисяч осіб. Число жителів міста Гібеон — близько 3.000.

## Історія
Гібеон був заснований в 1863 році кланом вітбоой етнічної групи орлам, що виникла від зв'язків бурів з жінками — нама, які переселилися в Південно-Західну Африку з Капської провінції. Назва міста була запропонована німецькими місіонерами (в пам'ять біблійного міста Гібеон). Початковий період історії Гібеона був відзначений епідемією  віспи, завезеної сюди з Капської провінції в 1863 році, і забрала життя 112 переселенців. Незабаром після епідемії місцеві готтентотські племена розв'язали війну з переселенцями, що тривала з 1865 по 1867 рік коштувала Гібеону великих жертв і руйнувань. В 1867 роцф, за допомогою родинних кланів, готтентоти були розгромлені, переслідувані до Рехобота і, урешті-решт, змушені визнати верховну владу Гібеона. У 1870-1880-их роках життя в місті була відзначена внутрішньою боротьбою за владу в громаді і походами проти гереро (1890). Після нападів гібеонців на споріднений їм клан християн-африканерів (1889) німецькі місіонери залишають місто.
З приходом в Південно-Західну Африку німецької колоніальної адміністрації голова громади Гібеона, Хендрік Вітбоой, укладає в 1892 році союз з гереро і виступає проти німців. В 1893 році він був розгромлений надісланими в колонію військами і у вересні 1894 року укладає з німецької адміністрацією мирний договір. Х.Вітбоой і добровольці з Гібеона брали участь також на боці німців в придушенні повстання гереро в 1904 році і в  битві при Вотерберзі. Проте потім Х.Вітбоой зі своїм загоном відмовився брати участь у жорстокому переслідуванні гереро; його солдати були заарештовані і відправлені на каторжні роботи в Того. Повернувшись в Гібеон, Х.Вітбоой оголосив Німеччині війну і зруйнував безліч ферм, що належали німецьким поселенцям. Сам Х.Вітбоой загинув у листопаді 1905 року, проте військові дії тривали і після його смерті аж до 1908 року.
Під час Першої світової війни в 1915 році у Гібеона переважаючими силами південноафриканської армії було оточене угруповання німецьких колоніальних військ, яка після запеклих боїв зуміли прорвати кільце і відступити на північ.

## Метеорит
У доісторичні часи район сучасного Гібеона виявився місцем падіння метеорита Gibeon. Перед самим ударом об землю метеорит розпався на частини, виявлені вперше в 1838 році. В даний час знайдено близько 26 тонн метеоритного матеріалу. Частина його виставлена для огляду в столиці Намібії, Віндгуці.